# All'ippodromo (film)
All'ippodromo (They're Off) è un film del 1948 diretto da Jack Hannah. È un cortometraggio animato della serie Goofy realizzato, in Technicolor, dalla Walt Disney Productions e uscito negli Stati Uniti il 23 gennaio 1948.

## Trama
Dopo aver studiato tutto sui cavalli, Pippo va all'ippodromo, dove scommette tanti soldi su Istantanea terzo, un cavallo molto veloce che però, quando vede una macchina fotografica, non sa resistere a mettersi in posa. Un altro spettatore scommette 2 dollari su Vecchio Moe, un cavallo molto lento. Al via, tutti i cavalli partono, tranne Istantanea. Dopo un po', Istantanea parte e riesce a superare tutti, ma viene distratto da una macchina fotografica, tornando in ultima posizione. Dopo aver superato tutti di nuovo, Istantanea fa cadere tutti gli altri cavalli, tranne Vecchio Moe. Alla linea di arrivo, i due cavalli rimasti in gara sono molto vicini, ma il vincitore si rivela essere Vecchio Moe, in quanto Istantanea ha preferito mettersi in posa per il fotofinish.

## Distribuzione

### Edizioni home video

#### VHS
- Serie oro – Pippo pasticci e simpatia (febbraio 1987)

#### DVD
Il cortometraggio è incluso nel DVD Walt Disney Treasures: Pippo, la collezione completa.